# Бойко, Пётр Дмитриевич
Пётр Дмитриевич Бойко (1893, Харьковская губерния — 1937, Одесса) — советский государственный деятель, председатель Изюмского и Сталинского окрисполкомов, председатель Одесского облисполкома, уполномоченный Народного комиссариата связи СССР при СНК Украинской ССР. Член Ревизионной Комиссии КП(б)У в июне 1930 — январе 1934 г. Кандидат в члены ЦК КП(б)У в январе 1934 — мае 1937 г.

## Биография
Родился в семье крестьян-бедняков. С юных лет батрачил. В 1908—1913 годах — шахтер в Донбассе.
В 1913—1917 годах — в русской императорской армии, участник Первой мировой войны. С 1917 года — в Красной гвардии. В 1918—1925 годах — в Красной армии на командных политических должностях.
Член РКП(б) с 1919 года.
В 1925—1926 годах — председатель исполнительного комитета Изюмского окружного совета.
В 1928—1930 годах — председатель исполнительного комитета Сталинского окружного совета.
В 1930—1932 годах — заместитель уполномоченного Народного комиссариата связи СССР при СНК Украинской ССР.
В марте 1932—1935 годах — уполномоченный Народного комиссариата связи СССР при СНК Украинской ССР.
8 декабря 1935 — май 1937 года — председатель исполнительного комитета Одесского областного совета.
В 1937 году арестован органами НКВД. В сентябре 1937 года приговорен к расстрелу. Посмертно реабилитирован.

## Награды
- орден Красного Знамени
- почетная грамота ВУЦИК УССР